# Marks voetbalkampioenschap 1907/08
In 1907/08 werd het derde Marks voetbalkampioenschap gespeeld, dat georganiseerd werd door de West-Duitse voetbalbond. 
SuS Schalke werd kampioen en plaatste zich voor de West-Duitse eindronde. De club kreeg een 10:1 draai om de oren van Duisburger SpV.
VfB Hamm was een fusie tussen BV Hamm en SC Preußen Hamm. 

## 1. Klasse

### Groep A
| Plaats | Club                      | Wed. | W | G | V | Saldo | Ptn. |
| ------ | ------------------------- | ---- | - | - | - | ----- | ---- |
| 1.     | SuS Schalke 1896          | 6    | 4 | 2 | 0 | 11:4  | 10:2 |
| 2.     | SV Viktoria 1905 Dortmund | 6    | 2 | 1 | 3 | 10:10 | 5:7  |
| 3.     | BV 04 Dortmund            | 6    | 2 | 1 | 3 | 11:13 | 5:7  |
| 4.     | BV 04 Gelsenkirchen       | 6    | 2 | 0 | 4 | 8:13  | 4:8  |

|  | Finale om de titel |
|  | Degradatie         |

### Groep B
| Plaats | Club               | Wed. | W | G | V | Saldo | Ptn. |
| ------ | ------------------ | ---- | - | - | - | ----- | ---- |
| 1.     | Dortmunder FC 1895 | 6    | 5 | 0 | 1 | 38:8  | 10:2 |
| 2.     | Hammer FC 1903     | 6    | 4 | 0 | 2 | 12:25 | 8:4  |
| 3.     | FC Münster 04      | 6    | 2 | 0 | 4 | 16:15 | 4:8  |
| 4.     | VfB Hamm           | 6    | 1 | 0 | 5 | 7:25  | 2:10 |

### Finale
|  |                  |       |                    |  |
|  | SuS Schalke 1896 | 3 – 0 | Dortmunder FC 1895 |  |
|  |                  |       |                    |  |

## 2. Klasse

### Groep A
| Plaats | Club                    | Wed. | W | G | V | Saldo | Ptn.  |
| ------ | ----------------------- | ---- | - | - | - | ----- | ----- |
| 1.     | SC Westfalia 1904 Herne | 6    | 5 | 1 | 0 | 17:07 | 11:01 |
| 2.     | TV Horst-Emscher        | 6    |   |   |   | 18:10 | 06:06 |
| 3.     | SV Preußen 1904 Wanne   | 6    |   |   |   | 07:08 | 06:06 |
| 4.     | SuS Schalke 1896 II     | 6    |   |   |   | 04:21 | 01:11 |

|  | Geplaatst voor eindronde |

### Groep B
| Plaats | Club                      | Wed. | W | G | V | Saldo | Ptn.  |
| ------ | ------------------------- | ---- | - | - | - | ----- | ----- |
| 1.     | BV Steele 1903            | 6    |   |   |   | 18:09 | 09:03 |
| 2.     | Märkischer BV Linden 1905 | 6    |   |   |   | 10:10 | 06:06 |
| 3.     | FC 1906 Bochum            | 6    |   |   |   | 07:07 | 04:08 |
| 4.     | Wittener FC 1892          | 6    |   |   |   | 02:11 | 03:09 |

|  | Geplaatst voor eindronde |

### Groep C
| Plaats | Club                  | Wed. | W | G | V | Saldo | Ptn.  |
| ------ | --------------------- | ---- | - | - | - | ----- | ----- |
| 1.     | BV 04 Dortmund II     | 6    | 5 | 1 | 0 | 27:05 | 11:01 |
| 2.     | SV Castrop 1902       | 6    |   |   |   | 07:11 | 08:04 |
| 3.     | Dortmunder FC 1895 II | 6    |   |   |   | 19:13 | 05:07 |
| 4.     | Hammer FC 1903 II     | 6    |   |   |   | 05:29 | 00:1  |

|  | Geplaatst voor eindronde |

### Eindronde
Halve finale
|  |                         |       |                   |  |
|  | SC Westfalia 1904 Herne | 5 – 1 | BV 04 Dortmund II |  |
|  |                         |       |                   |  |

Finale
|  |                |       |                         |  |
|  | BV Steele 1903 | 3 – 1 | SC Westfalia 1904 Herne |  |
|  |                |       |                         |  |